# Plac Jagielloński w Radomiu
Plac Jagielloński w Radomiu – jeden z głównych placów Radomia, położony w dzielnicy Śródmieście. Usytuowany w pobliżu skrzyżowania ulic Kelles-Krauza i Struga. Przez ulicę Focha łączy się z placem Konstytucji 3 Maja.

## Historia
Od połowy XIX wieku teren, na którym w późniejszym okresie wytyczono plac, wykorzystywany był przez stacjonujące w Radomiu wojska carskie jako miejsce nauki jazdy konnej (pierwotne określenie placu – Rajszula, zaczerpnięte z języka niemieckiego i oznaczające szkołę jazdy konnej, pochodziło właśnie od tej funkcji). W ostatniej dekadzie XIX w. zorganizowano na terenie obecnego placu targowisko miejskie, na obszarze którego wzniesiono w 1898 najnowocześniejszą w Królestwie Polskim halę targową. Aż do lat 50. XX wieku, kiedy targowisko przeniesiono w inny rejon miasta, plac pełnił zarówno funkcje targowe jak i był miejscem różnego rodzaju uroczystości masowych.  

## Nazwa
Nazwa placu wielokrotnie ulegała zmianom:
- 1890–1918: pl. Musztry
- 1918–1925: pl. Wolności
- 1925–1942: pl. Jagielloński
- 1942–1945: przejściowo Deutscher Platz, do 1945 Reichsplatz
- 1945–1950: pl. Jagielloński
- 1950–1990: pl. Zwycięstwa
- od 1990: pl. Jagielloński

## Architektura[1]
Zabudowa placu jest zróżnicowana, zarówno pod względem stylu jak i gabarytów. 
Pierzeja północna:
- budynek galerii handlowej, wzniesiony w latach 2009–2011[3],

Pierzeja wschodnia:
- modernistyczny budynek Teatru Powszechnego im. Jana Kochanowskiego, ukończony w 1991[4],

Pierzeja południowa:
- zwarty ciąg kamienic czynszowych z przełomu XIX i XX wieku.

W południowej części placu wznosi się zabytkowy budynek hali targowej, wybudowanej w 1898 według projektu Augusta Załuskiego, architekta miejskiego Radomia. W chwili otwarcia była najnowocześniejszym tego typu obiektem w Królestwie Polskim. Stoiska były wyposażone w szereg udogodnień technicznych, np. bieżącą wodę, co w tym okresie było ewenementem. Hala wpisana jest do rejestru zabytków.
W latach 1953–1993 w północno-wschodniej części placu Jagiellońskiego stał Pomnik Wdzięczności Armii Radzieckiej , od 2004 znajdujący się na Cmentarzu Prawosławnym przy ulicy Warszawskiej

## Galeria

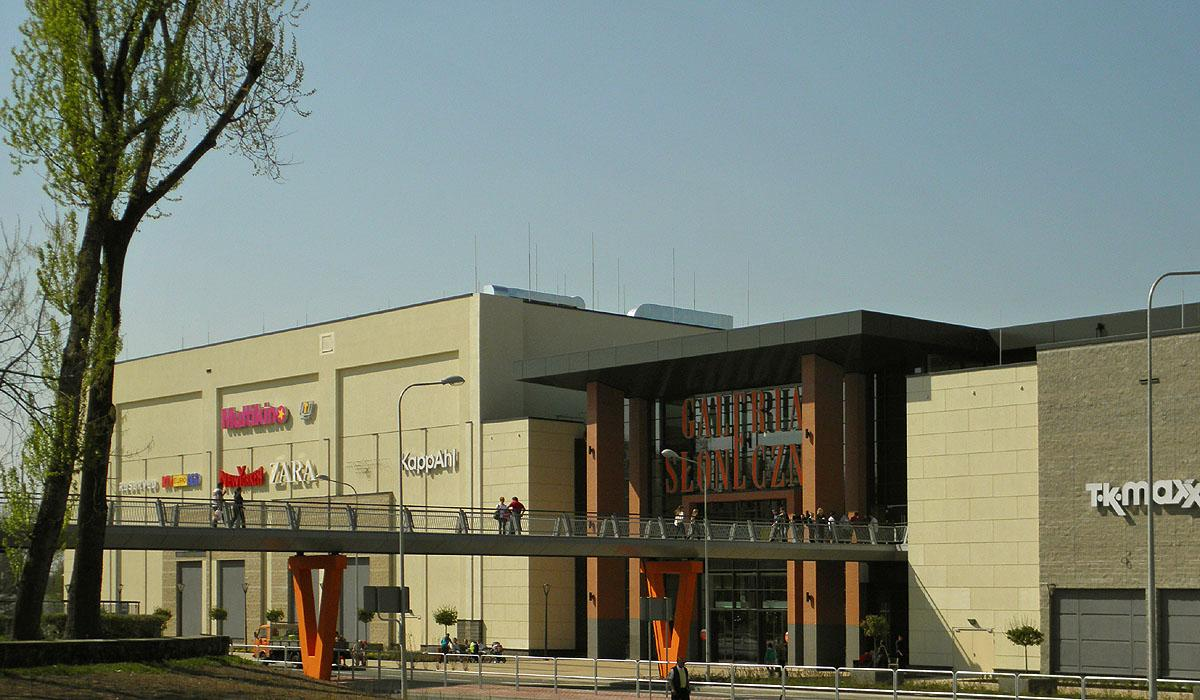
Budynek galerii handlowej tworzący północną pierzeję placu.
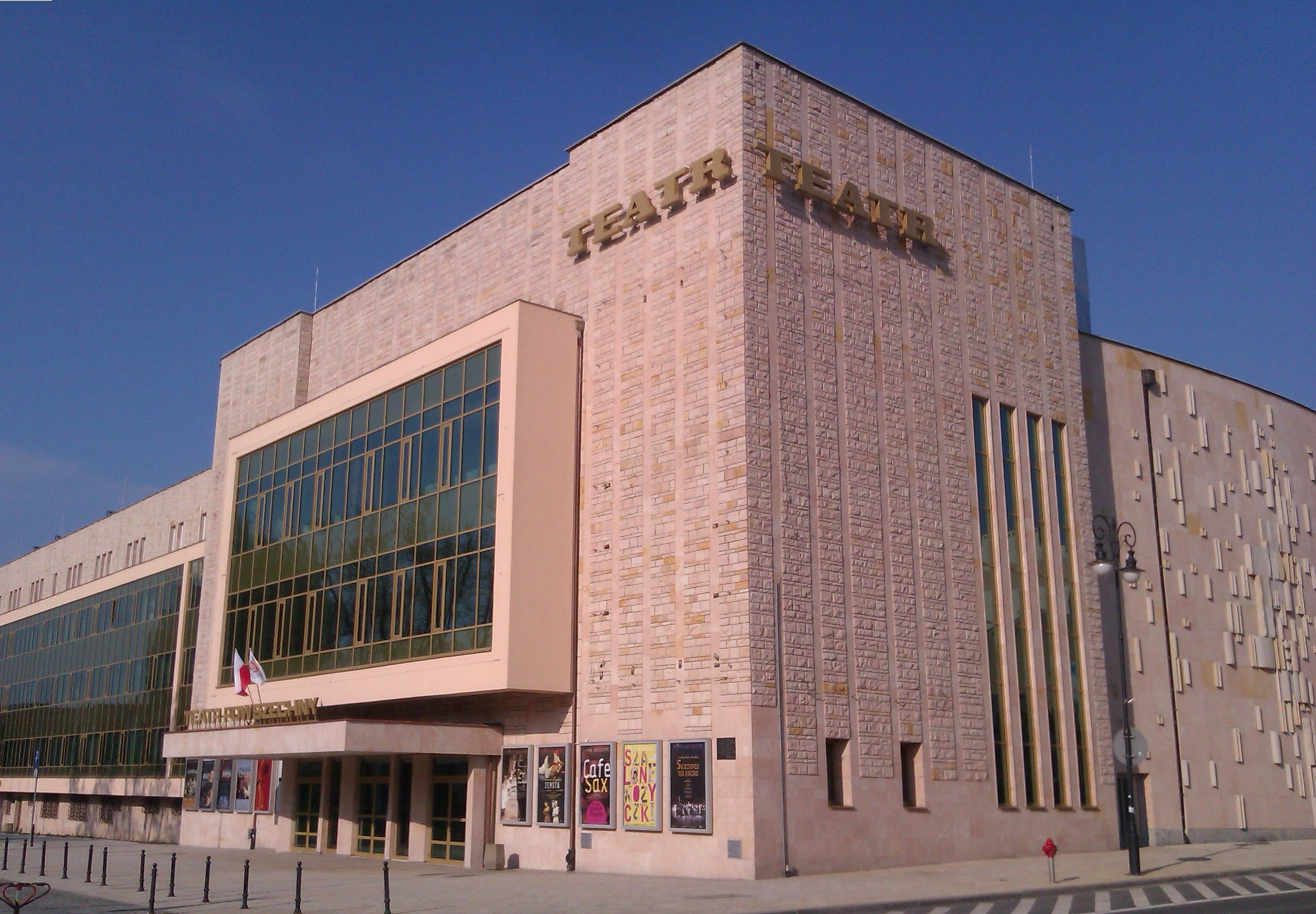
Budynek Teatru Powszechnego im. Jana Kochanowskiego usytuowany na wschodniej pierzei placu.
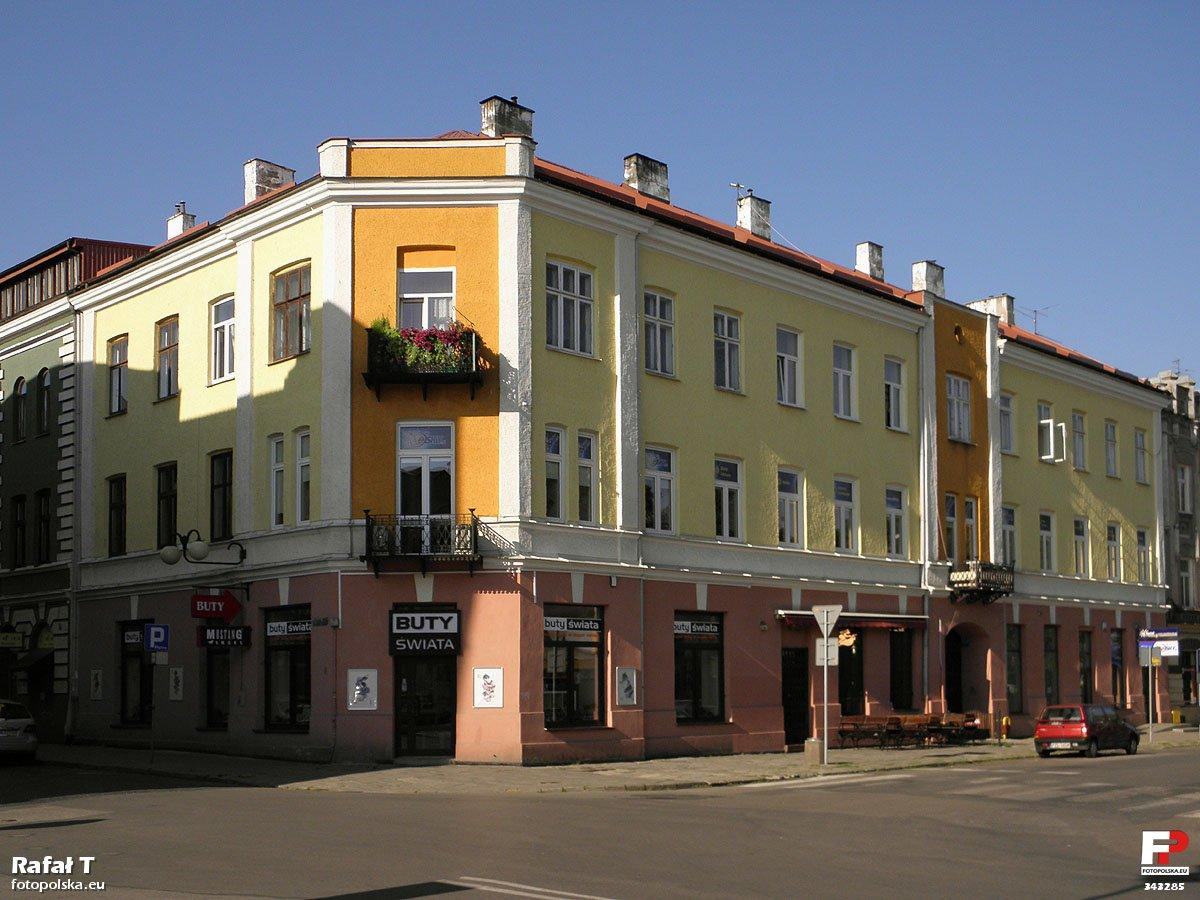
Pozbawiona dekoracji fasada kamienicy czynszowej z przełomu XIX i XX wieku, usytuowanej na rogu z ulicą Focha.
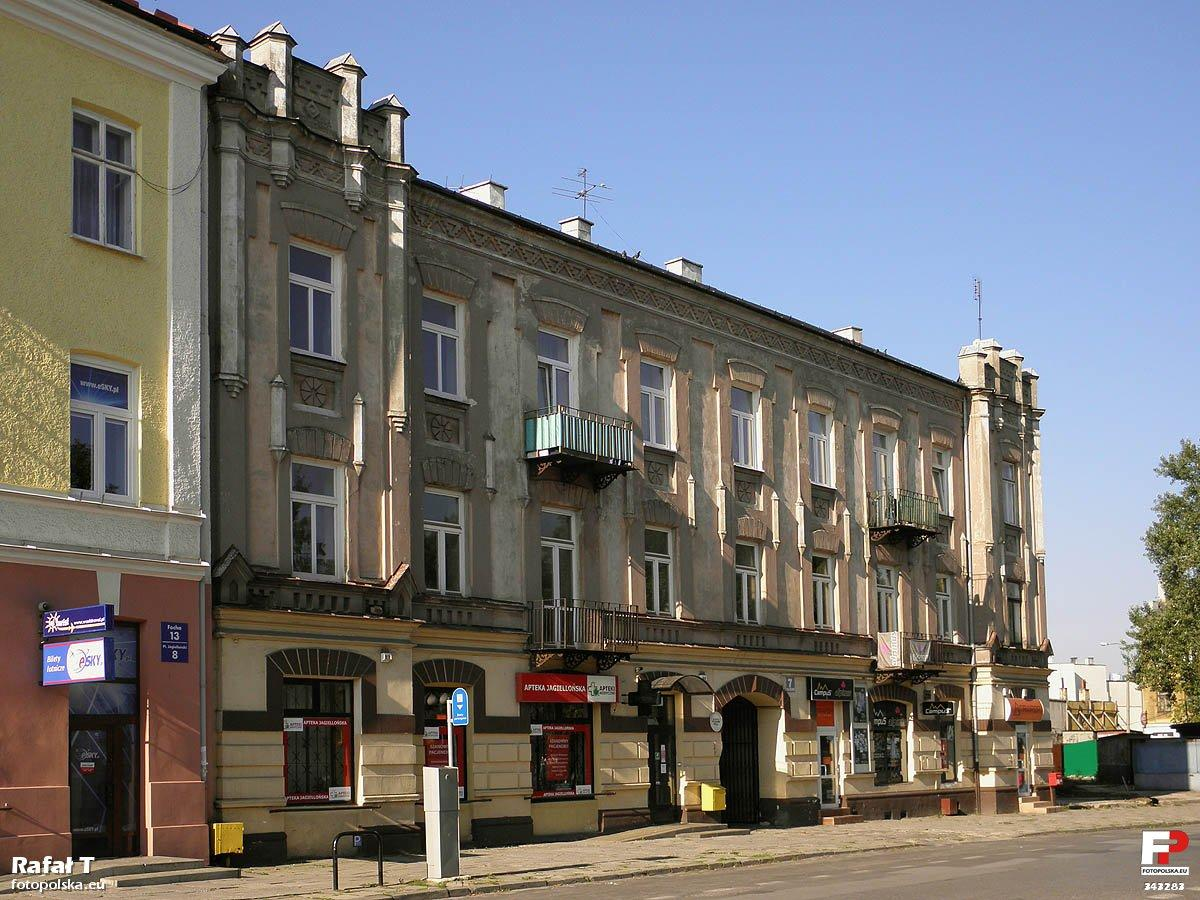
Neogotycka kamienica czynszowa z przełomu XIX i XX w.
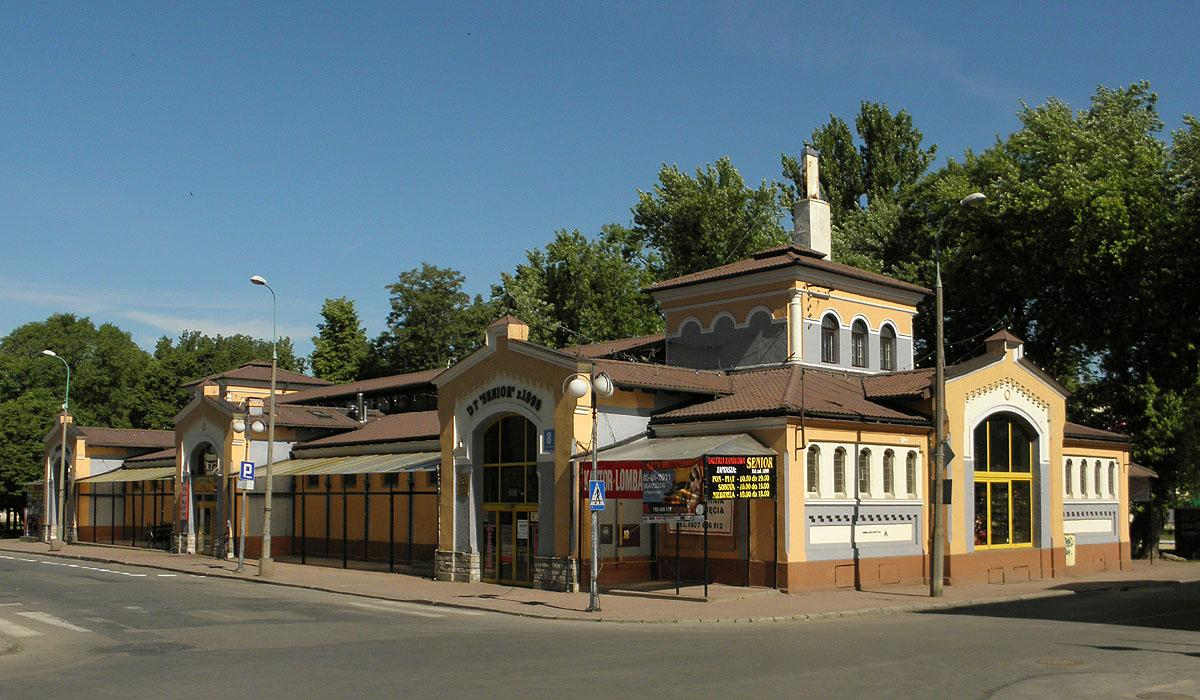
Budynek hali targowej z 1898.
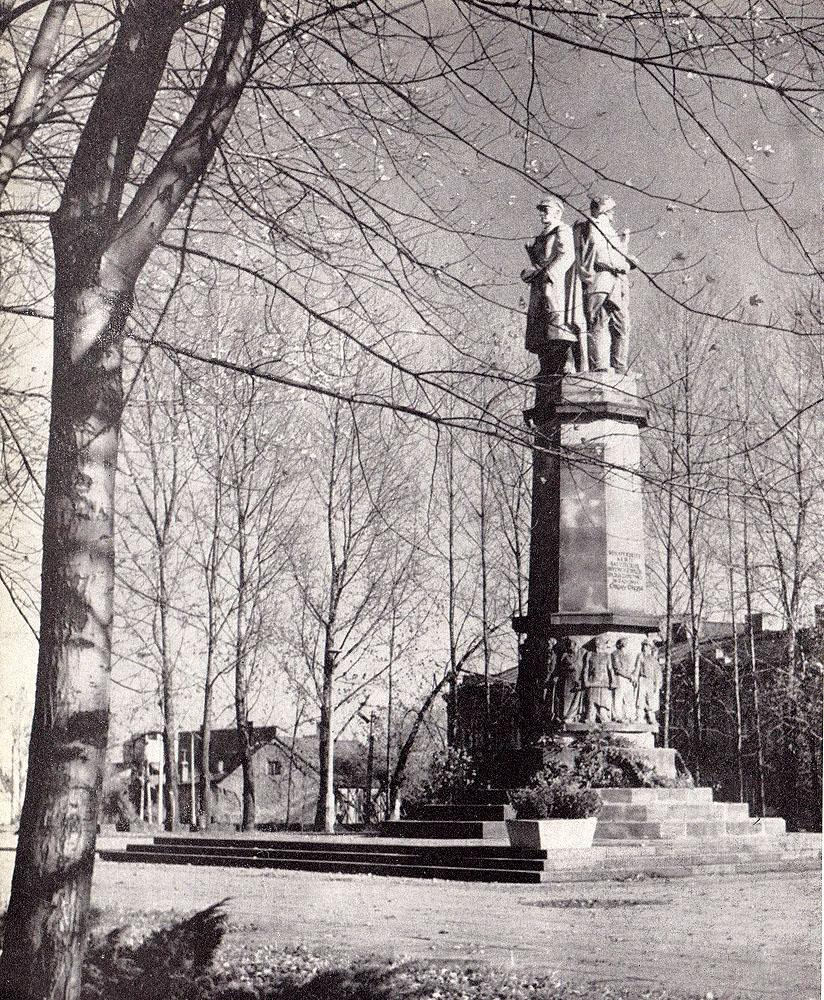
Pomnik Wdzięczności Armii Radzieckiej – widok z 1975.